# Epimicra
× Epimicra (abreviado Emc en el comercio) es un híbrido intergenérico entre los géneros de orquídeas Broughtonia × Epidendrum × Laeliopsis × Tetramicra. Fue publicado en Orchid Rev. 105: 62 (1997).